# ورا دوشوینا
 ورا دوشوینا (روسی: Вера Евгеньевна Душевина؛ زاده ۶ اکتبر ۱۹۸۶) یک تنیس‌باز اهل روسیه است.